# The Tone of Wonder
The Tone of Wonder ist ein Soloalbum von Henry Grimes. Die am 17. Mai 2013 entstandenen Aufnahmen erschienen 2014 auf Uncool Edition, dem Label des Musikfestivals Uncool in Poschiavo, Kanton Graubünden.

## Hintergrund
Dieses Studiokonzert wurde im Mai 2013 im Lo Spazio in Poschiavo aufgenommen, wo Henry Grimes Artist in Residence war. Man erlebt den Musiker solo mit zwei improvisierten Stücken von 41 bzw. 29 Minuten Länge, wobei Grimes auf dem akustischen Bass mit kurzem Zwischenspiel auf seiner Geige solo spielt, ursprünglich sein erstes Instrument, bevor er zum Kontrabass wechselte, den er Anfang der 1950er-Jahre an der Juilliard School studierte.
Nach Ansicht von Peter Urpeth sind Bass-Soloaufnahmen „kein neues Phänomen“, bleiben aber selten, mit dem allgemeinen Konsens, dass die erste Solo-Bassaufnahme im Jazz bzw. in der Improvisationsmusik 1968 Journal Violone von Barre Phillips war. Soloaufnahmen jeglicher Art, insbesondere in der Improvisierten Musik stellten viele Fragen zur Natur der Improvisation, meint Urpeth und fragt hypothetisch:
„Was ist Improvisation überhaupt, wenn der einzige Quelleingang der Ideenfindung der des einzigen Spielers ist? Was beeinflusst seinen Fortschritt und: wie kann sich das von jedem anderen Begriff der Komposition unterscheiden? Ist die Improvisation nur eine Art Minimalisierung - die Erforschung eines einzelnen Elements oder Aspekts der verschiedenen Materialien, die normalerweise für die Ensembleimprovisation offen sind, oder die Erforschung des physischen und klanglichen Potenzials des Instruments und der Technik seines Interpreten?“

## Albumtitel
Der Titel des Albums stammt aus der Eröffnungs-Strophe eines Gedichts von Henry Grimes, eines von zweien, das auf der gefalteten Kartenhülle der CD abgedruckt sind. Das Gedicht Third Tense beginnt mit:
| The prancing of sensation ’through the mists of dancing solitude makes the mind of pitch prognostic of the tone of wonder | Das Tänzeln von Empfindungen durch die Nebel der tanzenden Einsamkeit schafft den Geist der Tonhöhe Vorhersagend den Ton des Staunens |

## Titelliste
- Henry Grimes: The Tone of Wonder (Uncool Edition #2)[3]

1. Cyclic Passions  41:42
2. Soul Recall  29:50

## Rezeption
Das Album erfuhr durchweg positive Resonanz; Geoff Winston schrieb in seinem Nachruf auf Henry Grimes (der im April 2020 starb), Tone of Wonder setze seinen unglaublichen technischen Erfindungsreichtum und die unerschütterliche Vision fort, für die er mit seiner außergewöhnlichen Doppel-CD von 2009 mit dem Titel Solo einen Meilenstein gesetzt hätte.
Nach Ansicht von Geoff Winston, der das Album bei seinem Erscheinen in London Jazz News rezensierte, ist The Tone of Wonder „ein außergewöhnliches Album. Das vollständige Eintauchen in diese Solo-Erkundungen des Bassisten/Geigers Henry Grimes ist der beste Weg, um seine Reichweite, Tiefe und Schönheit“ schätzen zu lernen. Grimes’ berauschend intuitive und intensiv besinnliche Reise spiegele etwas vom Geist seiner eigenen Lebensreise wider, auf dem seine Karriere nach einer langen Zeit des „Winterschlafes“ seit 2002 wiederbelebt und gesteigert wurde.
Jede Nuance werde erfasst, von den tiefsten rollenden Resonanzen bis zu den komplexen architektonischen Schichten, die Grimes erzielt, schrieb Winston weiter. Das erwecke manchmal den Eindruck, dass er zwei Instrumente gleichzeitig spiele. „Es ist eher wie Etüden, wie Studien“. Es handele sich um Improvisation, aber nicht um Jazz im herkömmlichen Sinne.  Winston erkennt in den Darbietungen des Musikers die verborgene Präsenz von Johann Sebastian Bach und „die Erhabenheit seiner Solo-Cellosuiten“. Es gäbe auch etwas von der Leidenschaft der spanischen Gitarre und einem Flackern der Phrasierung in der Musik des Nahen Ostens, „aber in erster Linie ist es Grimes’ reichhaltige Musiksprache, nicht kategorisierbar und sehr persönlich, kombiniert mit seiner technischen Geschicklichkeit, die einen Einblick in den Funken gibt, der seine ungehinderte Kreativität erleuchtet.“

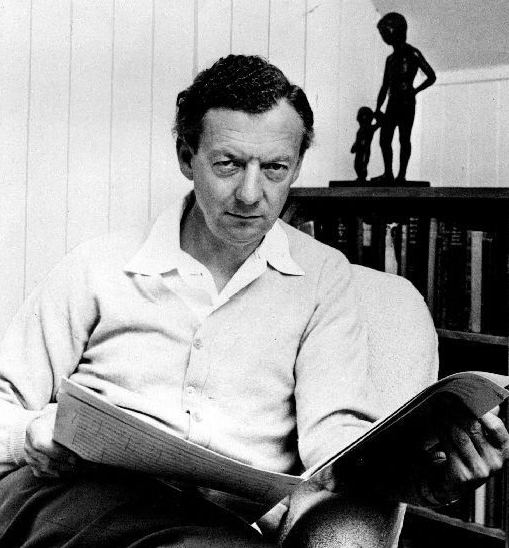
Benjamin Britten, London Records 1968

Peter Urpeth meinte, dass überall in der Kreativität von Henry Grimes Gleichgewicht herrsche:

„Eine Stasis, die nicht von ästhetischer Stille oder Endgültigkeit oder von alten Gewissheiten herrührt, sondern von der Fähigkeit des Musikers und Dichters, seine Kunst ständig und spontan anzupassen und weiterzuentwickeln. Es ist diese Fähigkeit, im Jetzt effizient und durchsetzungsfähig zu sein, aber auch an allen anderen Orten zeitlich und harmonisch zugleich ein Improvisator, was Henry Grimes zum gefragten Bassisten für so viele Durchbruchsensembles der späten 1950er- und 1960er-Jahre machte.“

Grimes’ Improvisationen sind nach Ansicht des Autors voller Klarheit, Reichtum und Ressourcenmaß. Viel Zeit wird für den gestrichenen Bass aufgewendet, wenn der Linienfluss eine fast etüdenartige Struktur erzeugt, die an einen Teil von Bachs oder Benjamin Brittens Solo-Cellosuiten erinnere, reich an unzähligen Melodiefragmenten, kurzen rhythmischen Erfindungen und einem echten Sinn für Kontrapunkt- und Ensemblespiel. Das gesamte Projekt hat eine Art Unermesslichkeit, von seinen Improvisationen bis zu seiner hochwertigen Aufnahme, die in seiner Lieferung fast überwältigend sei.